# Kids’ Choice Awards (1989)
2-я ежегодная премия Nickelodeon Kids’ Choice Awards 1989 года проводилась 25 июня в Universal Studios Hollywood (Калифорния).

## Номинанты и исполнители для KCA 1989

### Ведущие
- Николь Эггерт
- Уил Уитон

### Исполнители
- New Kids on the Block
- Кори Фельдман

## Номинации

### Телевидение
| - Альф - Шоу Косби (Победитель) - Проблемы роста - Кирк Камерон - Майкл Джей Фокс - Альф (Победитель) | - Алисса Милано (Победитель) - Трейси Голд - Холли Робинсон - Смурфики - Гарфилд и его друзья - Черепашки мутанты ниндзя (Победитель) |

### Фильм
| - Кто подставил кролика Роджера (Победитель) - Битлджус - Полицейская академия 5: Место назначения — Майами-Бич - Арнольд Шварценеггер из Близнецы (Победитель) - Пол Рубенс из Коротышка — большая шишка - Эдди Мёрфи из Поездка в Америку | - Вупи Голдберг (Победитель) - Молли Рингуолд - Бетт Мидлер |

### Музыка
| - Дебби Гибсон (Победитель) - Уитни Хьюстон - Salt-n-Pepa - The Fat Boys - DJ Jazzy Jeff & The Fresh Prince - Джон Бон Джови (Победитель) | - «Kokomo» исполняет The Beach Boys (Победитель) - '«Don’t Worry, Be Happy» исполняет Бобби Макферрин - '«Parents Just Don’t Understand» исполняет DJ Jazzy Jeff & The Fresh Prince |

### Спорт
| - Майкл Джордан - Грег Луганис - Майк Тайсон (Победитель) - Флоренс Гриффит-Джойнер (Победитель) - Крис Эверт - Джанет Эванс | - Чикаго Беарз (Победитель) - Лос-Анджелес Доджерс - Детройт Пистонс |